# Roland Mattmüller

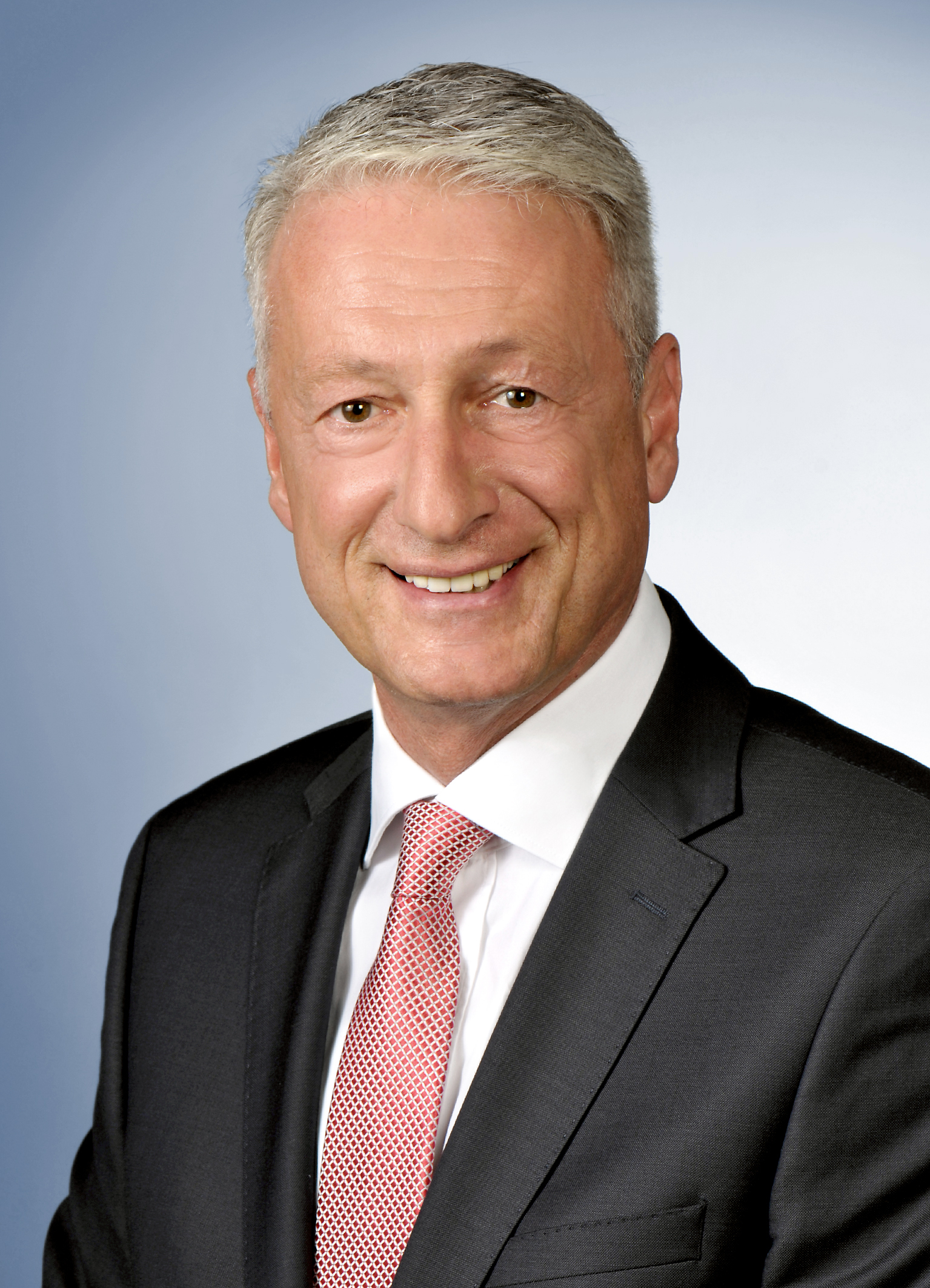

Roland Mattmüller (* 22. März 1961 in Lauingen) ist ein deutscher Wirtschaftswissenschaftler. Er ist Professor und Hochschullehrer an der EBS Universität für Wirtschaft und Recht in Oestrich-Winkel. Hier ist er sowohl Inhaber des Lehrstuhls für Allgemeine Betriebswirtschaftslehre, insbesondere Strategisches Marketing als auch Leiter des Marketing-Departments (Head of).

## Leben
Mattmüller begann seine wissenschaftliche Karriere an der Universität Augsburg. Nach dem Studium der Betriebswirtschaftslehre mit dem Abschluss als Diplom-Ökonom folgten 1990 die Promotion sowie im Jahr 1996 die Habilitation bei Paul W. Meyer an der Wirtschafts- und Sozialwissenschaftlichen Fakultät.
Vor seinem Ruf an die EBS Universität und Wirtschaft im Oktober 1995 bekleidete Mattmüller zwischen 1992 und 1995 Vertretungsprofessuren für Marketing an der TU München-Weihenstephan sowie der Ernst-Moritz-Arndt-Universität Greifswald. 1995 bis 1996 vertrat er den Lehrstuhl für Betriebswirtschaftslehre, insbesondere Marketing und Handel an der European Business School.
Neben seiner aktuellen Tätigkeit als Inhaber des Lehrstuhls für Allgemeine Betriebswirtschaftslehre, insbesondere Strategisches Marketing, ist Mattmüller zudem Head of Department „Marketing“, Akademischer Direktor des Market Management Institute (MMI), Geschäftsführender Gesellschafter der GMT Management Academy GmbH, sowie Gründer und Leiter des Instituts für Marketing-Management und -Forschung (IMMF e.V.). Als Akademischer Leiter und Gründungsmitglied engagiert er sich zudem in der Markenakademie, dem Qualifizierungsprogramm für Branding- und Salesmanager des Markenverbandes in Kooperation mit der EBS Business School, seit dem ersten Tag.
Mattmüller ist außerdem Professor für Marketing am Deutsch-Chinesischen Hochschulkolleg an der Tongji-Universität in Shanghai (China), externer Wissenschaftlicher Berater im Fachausschuss Wirtschaft der Dualen Hochschule Baden-Württemberg sowie seit vielen Jahren als Management-Berater für eine Vielzahl namhafter Unternehmen und -Coach für Führungskräfte tätig. Von 1998 bis 2010 hatte er einen Lehrauftrag für Marketing an der Württembergischen Verwaltungs- und Wirtschafts-Akademie (VWA) in Stuttgart.
Mattmüllers Lehr- und Forschungsschwerpunkte liegen in den Bereichen Prozessorientiertes Marketing (IPM), Unternehmens- und Geschäftsfeldstrategien, Handelsmarketing, Ingredient Branding, Servicemarketing und rechtliche Restriktionen des Marketing. Zu seinen wichtigsten Werken zählen der Integrativ-Prozessuale Marketingansatz (IPM) sowie die Ausführungen zum Strategischen Handelsmarketing, die er im Jahre 2004 zusammen mit Ralph Tunder veröffentlichte.

## Der Integrativ-Prozessuale Marketingansatz (IPM) nach Mattmüller
Der Kerngedanke dieses Ansatzes betont zum einen die Wechselbeziehung aller strategischen Anspruchsgruppen („integrativ“) einer Unternehmung und deren vielfältige Wechselbeziehungen zueinander. Diese erfordern eine stärkere ganzheitliche Sicht des Marketing, das hierdurch eine zentrale Querschnittsfunktion im Unternehmen einnimmt und eine Berücksichtigung aller relevanten internen und externen Zielgruppen sicherstellt. Im Sinne dieser Integrationsaufgabe ist Marketing als grundlegende Führungs- und Unternehmensmaxime zu verstehen.
Zum anderen betont das prozessuale Verständnis die Durchgängigkeit aller marketing-relevanten Entscheidungen („prozessual“) im fortlaufenden Vermarktungsprozess. Diese Marketingsichtweise beinhaltet auch die Beschäftigung mit organisatorischen Fragestellungen, zum Beispiel zur Schnittstellenproblematik zwischen Marketing und Vertrieb oder zur Rolle von Marketingabteilungen in Unternehmen. Marketing wird somit nicht nur als Instrument verstanden, sondern insbesondere auch als marktorientiertes Denken und Handeln. Es ist zugleich eine Führungsphilosophie wie auch eine übergreifende Unternehmensfunktion. Somit stellt der IPM eine wesentliche Grundlage zu modernen Diskussionen bzgl. Touchpoint-Analysen und der Customer Journey dar.

## Schriften
- (als Hrsg.): Perspektivwechsel im Employer Branding – Neue Ansätze für die Generation Y und Z. Springer Gabler, Wiesbaden 2015.
- Integrativ-prozessuales Marketing. Springer Gabler, Wiesbaden 2012, 4., überarb. und erw. Aufl.
- (mit M. Bernd Michael, Ralph Tunder): Ingredient Branding schafft Werte. Oldenbourg, München 2009.
- Versandhandelsmarketing. Dt. Fachverlag., Frankfurt 2009, 2., komplett überarb. und erw. Aufl.
- (mit Ralph Tunder): Strategisches Handelsmarketing. Vahlen, München 2004.
- Marketingstrategien des Handels und staatliche Restriktionen: Geschäftsfeldsegmentierung, Wachstumsoptionen und rechtliche Rahmenbedingungen. FGM-Verlag, München 1997.
- (mit Ralph Tunder): Zur theoretischen Basis der Marketingwissenschaft: die Verknüpfung der neuen Institutionenökonomik mit dem integrativ-prozessualen Marketingansatz. IMMF an der EBS, Oestrich-Winkel 1997.
- Marketing-Prognosen für den Handel. FGM-Verlag, Augsburg 1992, 2., überarb. Aufl.